# بيلا كوفاتش (سياسي مجري)
بيلا كوفاتش (بالمجرية: Kovács Béla)‏ هو قاضي وسياسي مجري، ولد في 12 مايو 1910 في المجر، وتوفي في 14 يونيو 1980 في بودابست في المجر. حزبياً، نشط في Hungarian Working People's Party ‏. وقد انتخب وزير العدل (2 فبراير 1953 – 4 يوليو 1953).